# Haarmann & Reimer
Haarmann & Reimer (H&R) è stata una società chimica cosmetica tedesca con sede a Holzminden, dal 2003 fusa in Symrise GmbH & Co. KG.

## Storia

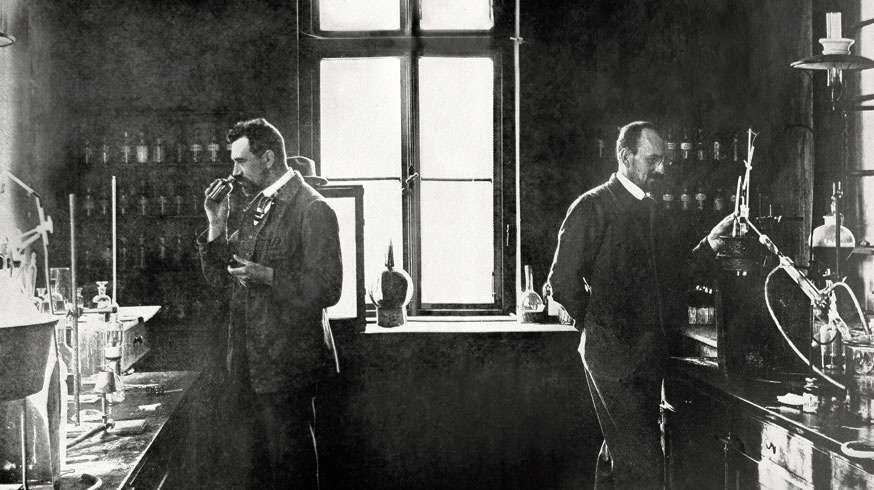
Karl Reimer, a sx., in laboratorio nel 1878

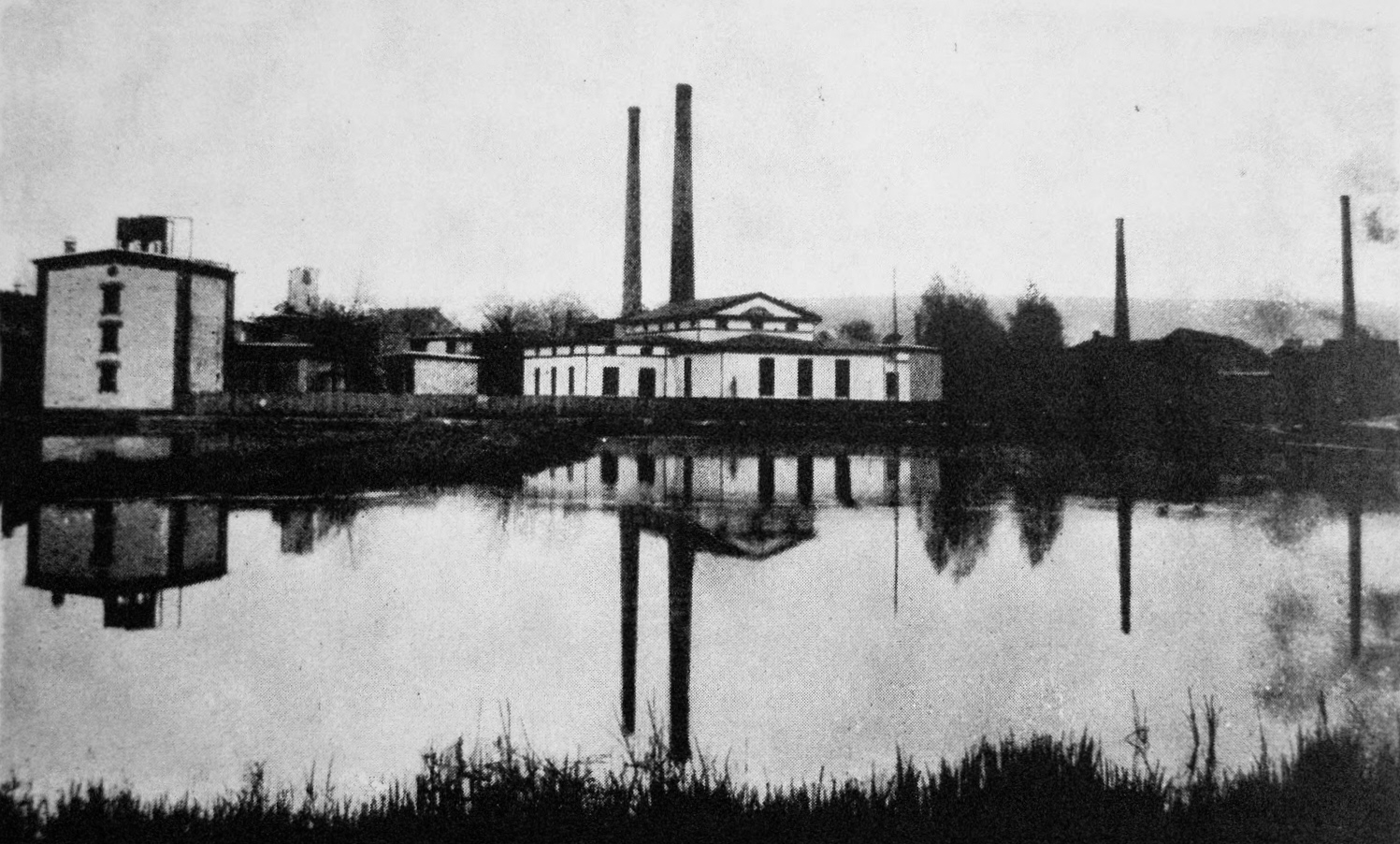
Haarmann & Reimer

I fondatori Ferdinand Tiemann e Wilhelm Haarmann furono gli inventori della sintesi della Vanillina e nell'estate del 1874 a Holzminden creano la Haarmann's Vanillinfabrik.
Nel 1876 Karl Reimer sviluppò la omonima reazione di Reimer-Tiemann. La società divenne Haarmann & Reimer Vanillinfabrik.
Nel 1876 l'azienda vince la prima medaglia alla International Exhibition di Filadelfia. Cinque anni dopo Karl Reimer si ammalò e morì poco dopo. Nel 1891 Tiemann sviluppa la molecola Isoeugenol. 
Nel 1894 viene introdotta la sintesi di iononi, inventata da Tiemann. Per la produzione di estratti di piante officinali vengono create colture di lavanda, reseda e lupinus. 
Dal 1893 al 1903 verranno brevettate trenta invenzioni, con la reazione di Reimer-Tiemann la Aldeide salicilica, prodotto primario della Cumarina. Ferdinand Tiemann morì nel 1899. Nel 1900 viene installato nell'azienda un sistema telefonico, con numero 19. Nel 1901 la società diviene GmbH. Nel 1931 muore il fondatore Wilhelm Haarmann e figli prenderanno la direzione aziendale.
Nel 1953 la società viene partecipata dalla Bayer AG. Nel 1954 Bayer AG acquisisce la società.
Nel 1973 l'azienda produce il Mentolo totalmente sintetico.
Nel 1990 la H&R acquisisce la Créations Aromatiques e nel 1992 la divisione profumi dalla PFW.
Nel 2002 la Bayer AG vende Haarmann & Reimer per 1,66 miliardi di Euro al fondo svedese EQT Partners AB. La fusione con Dragoco crea la Symrise GmbH & Co. KG, quotata in Borsa dal 2006.